# Füzesmező
Füzesmező (ukránul: Лоза) település Ukrajnában, Kárpátalján, a Huszti járásban.

## Fekvése
Ilosvától délkeletre, Cserhalom és Felsőkaraszló közt fekvő település.

## Története
A trianoni békeszerződés előtt Bereg vármegye Felvidéki járásához tartozott. 1910-ben 846 lakosából 660 magyar, 185 ruszin volt. Ebből 666 görögkatolikus, 172 izraelita volt.